# سوپریمز
سوپریمز (انگلیسی: The Supremes) گروه موسیقی آوازی دخترانه آمریکایی بود که سال ۱۹۵۹ در دیترویت شکل گرفت و در سبک‌های سول، آر اند بی و دو-وپ فعالیت می‌کرد. این گروه در دهه ۱۹۶۰ به‌عنوان پروژه اصلی موتاون رکوردز شناخته می‌شد و با ۱۲ تک‌آهنگ در جدول ۱۰۰ آهنگ داغ بیلبورد، موفق‌ترین گروه آوازی تاریخ ایالات متحده به‌شمار می‌رود.